# Николай (Махарадзе)
Николай (груз. ნიკოლოზი, в миру Хута Генториевич Махарадзе, греч. ხუტა ღენტორის ძე მახარაძე; 28 июня 1932, Кутаиси — 5 июля 2008, Тбилиси) — лишённый сана епископ Грузинской православной церкви.

## Биография
В 1954 году окончил Кутаисскую среднюю школу № 1, после чего поступил на филологический факультет Кутаисского педагогического института имени Цулукидзе, специализируясь на русском и английском языках. В 1959 году окончил институт с отличием, после чего до 1971 года работал преподавателем английского и русского языков в том же институте.
В 1972 году он поступил в Мцхетскую духовную семинарию, которую окончил с отличием в 1975 году, после чего стал преподать в ней гомилетику, а также церковную и общую историю.
В январе 1977 года в Сухумском соборе митрополит Сухумско-Абхазским Илиёй (Шиолашвили) был рукоположён в сан диакона и в том же месяце — в сан священника. В мае 1977 года он был возведён в сан архимандрита.
23 декабря 1977 года митрополит Илия (Шиолашвили) был избран Католикосом-Патриархом всея Грузии. После этого 8 февраля 1978 года архимандрит Николай был избран на освободившуюся Сухумско-Абахазскую кафедру. 19 февраля состоялась его епископская хиротония, которую совершили Католикос-Патриарх Илия II, митрополит Тетрицкаройский Зиновий (Мажуга), митрополит Георгий (Гонгадзе), митрополит Алавердский Григорий (Церцвадзе) и митрополит Урбнисский Гаий (Кератишвили). Его хиротония стала первой после интронизации Илии II.
Возглавил отдел внешних церковных сношений Грузинской православной церкви. В октябре 1978 года архиепископ Николай, как представитель Грузинской православной церкви, находился в Риме на похоронах Папы Иоанна Павла I, а затем на престоле нового Папы Иоанна Павла II. Нанёс официальные визиты в Константинополь, Иесусалим, Болагрию, Москву.
14 декабря 1978 года епископ Николай был возведён в сан архиепископа, а 7 апреля 1979 года католикос-патриарх всея Грузии Илия II наградил его орденом Святого Георгия I степени. В начале 1981 года он был возведён в сан митрополита.
9 сентября 1981 года переведён на Кутаисско-Гаенатскую епархию. Сначала отказался ехать в Кутаисско-Гаенатскую епархию, а затем начал писать жалобы светским властям.
В 1983 году был лишён сана (позднее было возвращено архиерейство).
Скончался 5 июля 2008 года в Тбилиси и похоронен в ограде храма Святого Николая в Чугурети.